# قائمة قرارات مجلس الأمن التابع للأمم المتحدة من 1801 إلى 1900
هذه قائمة قرارات مجلس أمن الأمم المتحدة رقم 1801 إلى 1900 المعتمدة في الفترة بين 20 فبراير 2008 و16 ديسمبر 2009.

## القائمة
| القرارات | التاريخ        | التصويت                                                    | الاهتمامات |
| -------- | -------------- | ---------------------------------------------------------- | --- |
| 1801     | 20 فبراير 2008 | 15-0-0                                                     | الوضع في الصومال ( الحرب الأهلية الصومالية) |
| 1802     | 25 فبراير 2008 | 15-0-0                                                     | الوضع في تيمور - ليشتي |
| 1803     | 3 مارس 2008    | 14–0–1 (ممتنع إندونيسيا)                                   | عدم الانتشار |
| 1804     | 13 مارس 2008   | 15-0-0                                                     | الحالة في منطقة البحيرات الكبرى، جمهورية الكونغو الديمقراطية |
| 1805     | 20 مارس 2008   | 15-0-0                                                     | التهديدات للسلم والأمن الدوليين الناجمة عن الأعمال الإرهابية |
| 1806     | 20 مارس 2008   | 15-0-0                                                     | الوضع في أفغانستان ( الحرب في أفغانستان (2001–الآن)) |
| 1807     | 31 مارس 2008   | 15-0-0                                                     | الحالة المتعلقة بجمهورية الكونغو الديمقراطية |
| 1808     | 15 أبريل 2008  | 15-0-0                                                     | الوضع في جورجيا |
| 1809     | 16 أبريل 2008  | 15-0-0                                                     | السلام والأمن في أفريقيا |
| 1810     | 25 أبريل 2008  | 15-0-0                                                     | عدم انتشار أسلحة الدمار الشامل |
| 1811     | 29 أبريل 2008  | 15-0-0                                                     | الوضع في الصومال |
| 1812     | 30 أبريل 2008  | 15-0-0                                                     | تقارير الأمين العام عن السودان |
| 1813     | 30 أبريل 2008  | 15-0-0                                                     | الوضع المتعلق بالـ الصحراء الغربية |
| 1814     | 15 مايو 2008   | 15-0-0                                                     | الوضع في الصومال |
| 1815     | 2 يونيو 2008   | 15-0-0                                                     | الوضع في الشرق الأوسط |
| 1816     | 2 يونيو 2008   | 15-0-0                                                     | الوضع في الصومال |
| 1817     | 11 يونيو 2008  | 15-0-0                                                     | الوضع في أفغانستان |
| 1818     | 13 يونيو 2008  | 15-0-0                                                     | الوضع في قبرص |
| 1819     | 18 يونيو 2008  | 15-0-0                                                     | الوضع في ليبيريا |
| 1820     | 19 يونيو 2008  | 15-0-0                                                     | النساء والسلام والأمن |
| 1821     | 27 يونيو 2008  | 15-0-0                                                     | الوضع في الشرق الأوسط |
| 1822     | 30 يونيو 2008  | 15-0-0                                                     | التهديدات للسلم والأمن الدوليين الناجمة عن الأعمال الإرهابية |
| 1823     | 10 يوليو 2008  | 15-0-0                                                     | الحالة المتعلقة رواندا |
| 1824     | 18 يوليو 2008  | 15-0-0                                                     | المحكمة الجنائية الدولية لرواندا |
| 1825     | 23 يوليو 2008  | 15-0-0                                                     | رسالة مؤرخة 22 نوفمبر 2006 موجهة من الأمين العام إلى رئيس مجلس الأمن |
| 1826     | 29 يوليو 2008  | 15-0-0                                                     | الحالة في ساحل العاج |
| 1827     | 30 يوليو 2008  | 15-0-0                                                     | الوضع بين إريتريا و إثيوبيا |
| 1828     | 31 يوليو 2008  | 14–0–1 (ممتنع: الولايات المتحدة)                           | تقارير الأمين العام عن السودان |
| 1829     | 4 أغسطس 2008   | 15-0-0                                                     | الوضع في سيراليون |
| 1830     | 7 أغسطس 2008   | 15-0-0                                                     | الوضع بخصوص العراق |
| 1831     | 19 أغسطس 2008  | 15-0-0                                                     | الوضع في الصومال |
| 1832     | 27 أغسطس 2008  | 15-0-0                                                     | الوضع في الشرق الأوسط |
| 1833     | 22 سبتمبر 2008 | 15-0-0                                                     | الوضع في أفغانستان |
| 1834     | 24 سبتمبر 2008 | 15-0-0                                                     | الحالة في تشاد، جمهورية أفريقيا الوسطى والمنطقة دون الإقليمية |
| 1835     | 27 سبتمبر 2008 | 15-0-0                                                     | عدم الانتشار |
| 1836     | 29 سبتمبر 2008 | 15-0-0                                                     | الوضع في ليبيريا |
| 1837     | 29 سبتمبر 2008 | 15-0-0                                                     | المحكمة الجنائية الدولية ليوغوسلافيا السابقة |
| 1838     | 7 أكتوبر 2008  | 15-0-0                                                     | الوضع في الصومال |
| 1839     | 9 أكتوبر 2008  | 15-0-0                                                     | الوضع في جورجيا |
| 1840     | 14 أكتوبر 2008 | 15-0-0                                                     | الحالة المتعلقة هايتي |
| 1841     | 15 أكتوبر 2008 | 15-0-0                                                     | تقارير الأمين العام عن السودان |
| 1842     | 29 أكتوبر 2008 | 15-0-0                                                     | الحالة في كوت ديفوار |
| 1843     | 20 نوفمبر 2008 | 15-0-0                                                     | الحالة المتعلقة بجمهورية الكونغو الديمقراطية |
| 1844     | 20 نوفمبر 2008 | 15-0-0                                                     | الوضع في الصومال |
| 1845     | 20 نوفمبر 2008 | 15-0-0                                                     | الوضع في البوسنة والهرسك |
| 1846     | 2 ديسمبر 2008  | 15-0-0                                                     | الوضع في الصومال |
| 1847     | 12 ديسمبر 2008 | 15-0-0                                                     | نراع قبرص |
| 1848     | 12 ديسمبر 2008 | 15-0-0                                                     | الوضع في الشرق الأوسط |
| 1849     | 12 ديسمبر 2008 | 15-0-0                                                     | المحكمة الجنائية الدولية ليوغوسلافيا السابقة |
| 1850     | 16 ديسمبر 2008 | 14–0–1 (ممتنع: ليبيا)                                      | الحالة في الشرق الأوسط، بما في ذلك القضية الفلسطينية ( النزاع الفلسطيني الإسرائيلي)                                                                                                  |
| 1851     | 16 ديسمبر 2008 | 15-0-0                                                     | الوضع في الصومال |
| 1852     | 16 ديسمبر 2008 | 15-0-0                                                     | الوضع في الشرق الأوسط |
| 1853     | 19 ديسمبر 2008 | 15-0-0                                                     | الوضع في الصومال |
| 1854     | 19 ديسمبر 2008 | 15-0-0                                                     | الوضع في ليبيريا |
| 1855     | 19 ديسمبر 2008 | 15-0-0                                                     | المحكمة الجنائية الدولية لرواندا |
| 1856     | 22 ديسمبر 2008 | 15-0-0                                                     | الحالة المتعلقة بجمهورية الكونغو الديمقراطية |
| 1857     | 22 ديسمبر 2008 | 15-0-0                                                     | الحالة المتعلقة بجمهورية الكونغو الديمقراطية |
| 1858     | 22 ديسمبر 2008 | 15-0-0                                                     | الوضع في بوروندي |
| 1859     | 22 ديسمبر 2008 | 15-0-0                                                     | الوضع في العراق |
| 1860     | 9 يناير 2009   | 14–0–1 (ممتنع: الولايات المتحدة)                           | الحالة في الشرق الأوسط، بما في ذلك القضية الفلسطينية |
| 1861     | 14 يناير 2009  | 15-0-0                                                     | الحالة في تشاد وجمهورية أفريقيا الوسطى والمنطقة دون الإقليمية |
| 1862     | 14 يناير 2009  | 15-0-0                                                     | السلام والأمن في أفريقيا |
| 1863     | 16 يناير 2009  | 15-0-0                                                     | الوضع في الصومال |
| 1864     | 23 يناير 2009  | 15-0-0                                                     | تمديد ولاية بعثة الأمم المتحدة في نيبال حتى 23 يوليو 2009 |
| 1865     | 27 يناير 2009  | 15-0-0                                                     | الوضع في ساحل العاج |
| 1866     | 13 فبراير 2009 | 15-0-0                                                     | تمديد مهمة بعثة مراقبي الأمم المتحدة في جورجيا |
| 1867     | 26 فبراير 2009 | 15-0-0                                                     | تمديد بعثة الأمم المتحدة المتكاملة في تيمور الشرقية حتى 26 فبراير 2010 |
| 1868     | 23 مارس 2009   | 15-0-0                                                     | الوضع في أفغانستان |
| 1869     | 25 مارس 2009   | 15-0-0                                                     | الترحيب بالموعي الجديد فالنتين إنزكو بصفته الممثل الأعلى للبوسنة والهرسك |
| 1870     | 30 أبريل 2009  | 15-0-0                                                     | تمديد بعثة الأمم المتحدة في السودان حتى 30 أبريل 2010 |
| 1871     | 30 أبريل 2009  | 15-0-0                                                     | توسيع بعثة الأمم المتحدة للاستفتاء في الصحراء الغربية حتى 30 أبريل 2010 |
| 1872     | 26 مايو 2009   | 15-0-0                                                     | توسيع بعثة الاتحاد الأفريقي في الصومال حتى 31 يناير 2010 |
| 1873     | 29 مايو 2009   | 14–1–0 (ضد: تركيا)                                         | تمديد ولاية قوة الأمم المتحدة لحفظ السلام في قبرص حتى 15 ديسمبر 2009 |
| 1874     | 12 يونيو 2009  | 15-0-0                                                     | فرض المزيد من العقوبات على كوريا الشمالية في أعقاب اختبار كوريا الشمالية النووية |
| 1875     | 23 يونيو 2009  | 15-0-0                                                     | تجدد ولاية قوة الأمم المتحدة لمراقبة فض الاشتباك حتى 31 ديسمبر 2009 |
| 1876     | 26 يونيو 2009  | 15-0-0                                                     | تمدد ولاية مكتب الأمم المتحدة لدعم بناء السلام في غينيا - بيساو حتى 31 ديسمبر 2009                                                                                                   |
| 1877     | 7 يوليو 2009   | 15-0-0                                                     | تمديد فترة القضاة في المحكمة الجنائية الدولية ليوغوسلافيا السابقة حتى 31 ديسمبر 2009                                                                                                 |
| 1878     | 7 يوليو 2009   | 15-0-0                                                     | تمديد فترة ولاية القضاة المعينين والقضاة الدائمين في المحكمة الجنائية الدولية لرواندا حتى 31 ديسمبر 2009 و 2010 على التوالي، وتعديل المادة 13 من النظام الأساسي للمحكمة الدولية      |
| 1879     | 23 يوليو 2009  | 15-0-0                                                     | تجديد ولاية بعثة الأمم المتحدة في نيبال حتى 23 يناير 2010 |
| 1880     | 30 يوليو 2009  | 15-0-0                                                     | تجديد ولاية عملية الأمم المتحدة في كوت ديفوار حتى 31 يناير 2010 |
| 1881     | 30 يوليو 2009  | 15-0-0                                                     | تمديد العملية المشتركة بين الاتحاد الأفريقي والأمم المتحدة في دارفور حتى 31 يوليو 2010                                                                                               |
| 1882     | 4 أغسطس 2009   | 15-0-0                                                     | إدانة استخدام الدول الأعضاء، واحترام قرارات ضد الاستخدام العسكري للأطفال في النزاعات المسلحة                                                                                         |
| 1883     | 7 أغسطس 2009   | 15-0-0                                                     | تمديد ولاية بعثة الأمم المتحدة للمساعدة في العراق |
| 1884     | 27 أغسطس 2009  | 15-0-0                                                     | تجديد التفويض لقوة الأمم المتحدة المؤقتة في لبنان حتى 31 أغسطس 2010 |
| 1885     | 15 سبتمبر 2009 | 15-0-0                                                     | تمديد ولاية بعثة الأمم المتحدة في ليبريا حتى 30 سبتمبر 2010 |
| 1886     | 15 سبتمبر 2009 | 15-0-0                                                     | تجديد ولاية مكتب الأمم المتحدة المتكامل لبناء السلام في سيراليون حتى 30 سبتمبر 2010                                                                                                  |
| 1887     | 24 سبتمبر 2009 | 15–0-0 من قبل رؤساء الدول والحكومات والممثل الدائم (ليبيا) | التعهد بدعم إنهاء انتشار الأسلحة النووية وضمان خفض مخزونات الأسلحة النووية والمواد الانشطارية                                                                                        |
| 1888     | 30 سبتمبر 2009 | 15-0-0                                                     | تفويض بعثات لحفظ السلام لحماية النساء والفتيات من العنف الجنسي في النزاعات المسلحة                                                                                                   |
| 1889     | 5 أكتوبر 2009  | 15-0-0                                                     | التأكيد من جديد القرار 1325 (2000) بشأن ”المرأة والسلام والأمن“، وإدانة استمرار العنف الجنسي ضد المرأة في حالات الصراع وما بعد الصراع                                                |
| 1890     | 8 أكتوبر 2009  | 15-0-0                                                     | إدانة "بأشد العبارات" هجوم السفارة الهندية كابول -ًالتفجير الانتحاري في السفارة الهندية في أفغانستان                                                                                  |
| 1891     | 13 أكتوبر 2009 | 15-0-0                                                     | تمديد ولاية فريق الخبراء في السودان لمراقبة حظر الأسلحة والعقوبات حتى 15 أكتوبر 2010.                                                                                                |
| 1892     | 13 أكتوبر 2009 | 15-0-0                                                     | تجديد ولاية بعثة الأمم المتحدة لتحقيق الاستقرار في هايتي حتى 15 أكتوبر 2010. |
| 1893     | 29 أكتوبر 2009 | 15-0-0                                                     | تجديد التدابير المتعلقة بالأسلحة والمالية والسفر، حظر استيراد الماس الخام من ساحل العاج، تمديد ولاية فريق الخبراء حتى 31 أكتوبر 2010.                                                |
| 1894     | 11 نوفمبر 2009 | 15-0-0                                                     | مطالبة الدول الأعضاء باحترام حقوق الإنسان للمدنيين في النزاعات المسلحة، والعمل بموجب القانون الدولي.                                                                                 |
| 1895     | 18 نوفمبر 2009 | 15-0-0                                                     | تفويض الدول الأعضاء بإنشاء قوة تثبيت متعددة الجنسيات لمدة 12 شهراً في البوسنة والهرسك لتحقيق النجاح قوة تثبيت الاستقرار.                                                              |
| 1896     | 30 نوفمبر 2009 | 15-0-0                                                     | تمديد ولاية اللجنة التي أنشئت بموجب القرار 1533 (2004) وتوسيع نطاق التدابير المتعلقة بالأسلحة والنقل والمال والسفر ضد جمهورية الكونغو الديمقراطية المفروضة بموجب القرار 1807 (2008). |
| 1897     | 30 نوفمبر 2009 | 15-0-0                                                     | بشأن أعمال القرصنة في الصومال القرصنة والسطو المسلح ضد السفن في المياه قبالة سواحل الصومال.                                                                                          |
| 1898     | 14 ديسمبر 2009 | 14–1–0 (ضد: تركيا)                                         | تمديد ولاية قوة الأمم المتحدة لحفظ السلام في قبرص حتى 15 يونيو 2010. |
| 1899     | 16 ديسمبر 2009 | 15-0-0                                                     | تمديد ولاية قوة الأمم المتحدة لمراقبة فض الاشتباك حتى 30 يونيو 2010. |
| 1900     | 16 ديسمبر 2009 | 15-0-0                                                     | تمديد فترة ولاية القضاة الدائمين والقضاة المخصصين للمحكمة الجنائية الدولية ليوغوسلافيا السابقة وتعديل مؤقت للفقرة 1 من المادة 12 من النظام الأساسي للمحكمة الدولية                   |